# Раскупорис II
Раскупорис II (на латински: Rhescuporis II) e цар на Одриското царство в Тракия от 12 до 18 г. заедно с брат си Реметалк I. Той е най-старият син на тракийския цар Котис VI и брат на царете Котис VII и Реметалк I.
След смъртта на Реметалк I, Октавиан Август разделя държавата на две отделни царства, едното с цар Котис VIII (племенник на Раскупорис II), а другото с цар Раскупорис II. Раскупорис решава да обедини държавата и пленява Котис, но е принуден да го убие, след известието, че Тиберий ще се намеси на страната на племенника му.
Заловен от римляните, през 18 г. той е осъден от сената на изгнание в Александрия в Египет, където през 19 г. е убит „при опит за бягство“.
Смята се, че името Раскупорис има сапейски произход.